# Langues tani
Les langues tani, ou miriques, ou encore adi–galo–mishing–nishi (Bradley, 1997) ou abor–miri–dafla (Matisoff), sont un groupe de langues tibéto-birmanes parlée dans la partie orientale de l'Himalaya, dans une aire bordée par l'État indien de l'Assam, le Bhoutan la Birmanie et le Tibet. 
Les langues tani sont parlées par quelque 600 000 personnes dans l'État indien de l'Arunachal Pradesh. 